# Eagle Records
La Eagle Records è un'etichetta discografica fondata nel 1997 da Terry Shend.
L'amministratore delegato nel Regno Unito è Lindsay Brown, ex manager dei Van Halen.
Nel 2015 l'azienda è stata acquistata dalla Eagle Rock Entertainment.

## Artisti
- Deep Purple
- Emerson, Lake & Palmer
- John Lee Hooker
- John Mayall
- Alan Parsons
- Thunder
- Jethro Tull
- Yes
- Procol Harum
- Gary Numan
- The Levellers
- The Moody Blues
- Nazareth
- Simple Minds